# Contre Jour
Contre Jour — українська інді-відеогра, яка була випущена 24 серпня 2011 року для Apple iOS. Згодом була також портована на Windows Phone, Android, Blackberry та Symbian. У жовтні 2012 року гра стала доступною для десктопів як веббраузерна HTML5-гра.
Гра-головоломка розроблена в 2011 році українським розробником Mokus Games. Залежно від платформи, видавцями гри були різні компанії. Так для iOS/Android видавцем виступила компанія Chillingo (підрозділ Electronic Arts), для Windows Phone видавцем була безпосередньо Electronic Arts, для Blackberry видавцем стала компанія Mokus Games, а для Symbian видавцем стала компанія HeroCraft.
Музика для гри була написана композитором та музикантом Девідом Арі Леоном. Всього було написано десять композицій, які автор, після успішних продажів гри, вирішив видати окремим альбомом.